# Caney City
Caney City è un centro abitato degli Stati Uniti d'America situato nella contea di Henderson dello Stato del Texas.
La popolazione era di 217 persone al censimento del 2010.

## Geografia fisica
Caney City è situata a 32°12′52″N 96°02′05″W (32.214575, -96.034837).
Secondo lo United States Census Bureau, ha un'area totale di 1,2 miglia quadrate (3,1 km²).

## Società

### Evoluzione demografica
Secondo il censimento del 2000, c'erano 236 persone, 99 nuclei familiari e 70 famiglie residenti nella città. La densità di popolazione era di 202,8 persone per miglio quadrato (78,6/km²). C'erano 176 unità abitative a una densità media di 151,3 per miglio quadrato (58,6/km²). La composizione etnica della città era formata dal 72,46% di bianchi, il 25,85% di afroamericani, l'1,27% di altre razze, e lo 0,42% di due o più etnie. Ispanici o latinos di qualunque razza erano lo 0,85% della popolazione.
C'erano 99 nuclei familiari di cui il 24,2% aveva figli di età inferiore ai 18 anni, il 60,6% aveva coppie sposate conviventi, il 6,1% aveva un capofamiglia femmina senza marito, e il 28,3% erano non-famiglie. Il 25,3% di tutti i nuclei familiari erano individuali e l'8,1% aveva componenti con un'età di 65 anni o più che vivevano da soli. Il numero di componenti medio di un nucleo familiare era di 2,38 e quello di una famiglia era di 2,77.
La popolazione era composta dal 20,8% di persone sotto i 18 anni, il 2,5% di persone dai 18 ai 24 anni, il 23,3% di persone dai 25 ai 44 anni, il 33,1% di persone dai 45 ai 64 anni, e il 20,3% di persone di 65 anni o più. L'età media era di 46 anni. Per ogni 100 femmine c'erano 105,2 maschi. Per ogni 100 femmine dai 18 anni in giù, c'erano 114,9 maschi.
Il reddito medio di un nucleo familiare era di 9.079 dollari e quello di una famiglia era di 21.250 dollari. I maschi avevano un reddito medio di 26.250 dollari contro i 22.778 dollari delle femmine. Il reddito pro capite era di 7.980 dollari. Nessuna delle famiglie e il 36,8% della popolazione vivevano sotto la soglia di povertà, incluso il 16,9% di persone sopra i 64 anni.